# Henri Bouchet-Doumenq
Henri Bouchet-Doumenq (n. 13 mai 1834, Paris, Franța – d. 12 septembrie 1908, Paris, Franța) (ortografii alternative: Bouchet-Doumeng, Bouchet-Doumencq, Boucher-Doumencq, Boucher-Doumeng, Doumenq-Boucher) a fost un pictor francez din secolul al XIX-lea, specializat în portrete și peisaje.
A fost al doilea fiu al pictorului amator Charles Bouchet-Doumenq, a cărui familie era din Montpellier ; o lucrare a lui Charles este expusă la Fondation Calvet. Mama lui, Antoinette Bonpard, era originară din Vallant-Saint-Georges. Casa familiei era împărțită cu un prieten de-al tatălui, Auguste-Barthélemy Glaize⁠(d), originar din Montpellier. Doumenq a studiat pictura cu Glaize și cu pictorul elvețian Marc-Charles-Gabriel Gleyre de la École des Beaux-Arts din Paris. Doumenq a fost prieten cu pictorul Eugène Castelnau și prin intermediul lui l-a cunoscut pe Frédéric Bazille în 1862. Și-a expus picturile în numeroase ocazii, inclusiv La Chanteuse în 1865, Jeune fille faisant un bouquet în 1870, Henri BD au Salon de 1878 în 1878, La rêveuse (Arles) (n°429) (1880), Jeune mère Arlésienne (n° 317) (1883) și Dans le Jardin (1886). Lucrările sale sunt prezente în colecțiile mai multor muzee, Muzeul Calvet (Avignon), Muzeul Petiet (Limoux), Biblioteca și Muzeul Orașului Inguimbertine (Carpentras) și Muzeul de Arte Frumoase (Limoges).
A avut cel puțin o soră, Caroline. În 1880, la vârsta de 46 de ani, Doumenq s-a căsătorit cu eleva sa, Magdalene Bernard (1854-1896), cu care a avut doi copii, Pierre-Charles (1887-1890) Jean (1893-1915).